# Cashmere Mafia
Cashmere Mafia è una serie televisiva statunitense andata in onda sul canale televisivo ABC dal 6 gennaio al 20 febbraio 2008. La serie è stata creata da Kevin Wade, autore del film Vi presento Joe Black, e prodotta, tra gli altri, da Darren Star, creatore di Sex and the City.
L'ABC ha deciso di non produrre una seconda stagione a causa dei bassi ascolti e l'intera serie risulta, quindi, formata da soli 7 episodi.
In Italia, la serie è stata trasmessa in prima visione su Mya, canale della piattaforma pay Mediaset Premium, dal 4 al 25 marzo 2009 ed in chiaro dal 19 settembre al 31 ottobre dello stesso anno su Canale 5.

## Trama
La storia racconta le vicende di quattro donne in carriera che vivono a New York: Mia, Juliet, Zoe e Caitlin, conosciutesi ai tempi dell'Università, che mantengono uno stretto rapporto di amicizia e creano il "Cashmere Mafia", il loro club esclusivo, che consiste nel sostenersi l'una con l'altra durante le avversità della vita lavorativa, familiare e sentimentale.

## Episodi
| Stagione       | Episodi | Prima TV originale | Prima TV Italia |
| -------------- | ------- | ------------------ | --------------- |
| Prima stagione | 7       | 2008               | 2009            |

## Personaggi e interpreti

### Personaggi principali
- Zoe Burden, interpretata da Frances O'Connor e doppiata da Barbara De Bortoli.
 Ex amministratore delegato di fusioni e acquisizioni della Sutter Gorham.
- Caitlin Dowd, interpretata da Bonnie Somerville e doppiata da Claudia Catani.
 Vicepresidente marketing della Lily Parrish Cosmetics.
- Juliet Draper, interpretata da Miranda Otto, doppiata da Sabrina Duranti.
 Amministratore delegato della Stanton Hall Hotels and Resorts.
- Mia Manson, interpretata da Lucy Liu, doppiata da Giuppy Izzo.
 Publisher alla Barnstead Media Group.

### Personaggi secondari
- Davis Draper, interpretato da Peter Hermann.
Uomo d'affari ed ex marito di Juliet.
- Eric Burden, interpretato da Julian Ovenden.
Architetto e marito di Zoe.
- Cilla Grey, interpretata da Noelle Beck.
Acerrima nemica delle Cashmere mafia.
- Alicia Lawson, interpretata da Lourdes Benedicto.
Responsabile di un'agenzia di pubblicità, ha frequentato Caitlin.
- Jack Cutting, interpretato da Tom Everett Scott.
Ex collega ed ex fidanzato di Mia.
- Sasha Burden, interpretata da Peyton Roi List.
Figlia di Zoe.
- Luke Burden, interpretato da Nicholas Art.
Figlio di Zoe.
- Emily Draper, interpretata da Addison Timlin.
Figlia di Juliet.
- Clive Hughes, interpretato da Daniel Gerroll.
Capo di Mia.
- Katherine Cutler, interpretata da Kate Levering.
Dipendente dell'ufficio di Zoe.
- Jason Chung, interpretato da Jack Yang.
Neurochirurgo con cui Mia insataurerà una relazione.
- Lily Parrish, interpretata da Christine Ebersole.
Capo di Caitlin.

## Produzione
Prodotta dalla Sony Pictures Entertainment e dalle case di produzione di Darren Star e Gail Katz, la serie riceve il via libera e l'ordine di creare tredici episodi l'11 maggio 2007. Doveva debuttare il 27 novembre 2007, per sostituire il programma Dancing with the Stars, che raccoglieva pochi ascolti, ma la ABC decide di spostare la messa in onda, perché non sicura della futura promozione e della programmazione. Inoltre, in seguito allo sciopero degli sceneggiatori del 2007-2008, furono creati solo sette episodi dei tredici programmati. Cashmere Mafia debutta domenica 6 gennaio 2008 e poi si sposterà regolarmente al mercoledì, a partire dal 9 gennaio, dopo il reality show Super Nanny ed al posto di Dirty Sexy Money. Compete indirettamente con il telefilm trasmesso sul canale NBC Lipstick Jungle, creato dalla ex-collaboratrice creativa di Darren Starr in Sex and the City, Candace Bushnell, famosa giornalista e scrittrice statunitense.

## Trasmissione
Il telefilm è stato trasmesso anche in altri paesi: in Polonia sul canale Polsat, in Malaysia su Ntv7, a Singapore su MediaCorp TV Channel 5, su RTÉ Two in Irlanda, nei Paesi Bassi su RTL 5, su KanaalTwee in Belgio, in Croazia su Nova TV, in Portogallo su TVI, su TV2 in Nuova Zelanda, in Australia su Nine Network, su E! in Canada, su Nelonen in Finlandia, in India su AXN, su RTV Pink in Serbia, su TV3 in Danimarca, a Cuba su Multivisión, in Francia sui canali Teva e M6 ed infine su Domashniy in Russia.